# Gerhard Berger
Gerhard Berger (Wörgl u Tirolu, 27. kolovoza 1959.), austrijski sportski automobilist, bivši vozač Formule 1.

## Vozačka karijera
Gerhard Berger debitirao je na 22. Velikoj nagradi Austrije 1984. godine u momčadi ATS s momčadskim kolegom Manfredom Winckelhockom.

### Arrows
1985. godine prelazi u Arrows i postiže prve rezultate te osvaja prva 3 te ukupno krajnja boda u prvenstvu 1985. godine kao sedamnaesti u poretku vozača s još trojicom vozača.

### Benetton
1986. god prelazi u Benetton i osvaja 7 mjesto u ukupnom poretku vozača sa 17 bodova te svoju prvu pobjedu na Mexico Grand Prix-u ostavivši iza sebe Prosta i Sennu.

### Ferrari
Kao mladog i vrlo smirenog vozača Ferrari ga 1987. god dovodi u svoje redove te s Micheleom Alboretom čine impresivan mladi tim.
U svom debiju u Ferrariu ostaje bez plasmana na čak 9 utrka. Svoje pravo znanje pokazao je na dvije zadnje utrke u Japanu i Australiji kada je osvojio prvo mjesto. Za Ferrari vozi do 1989. god. i ostaje u samom vrhu ukupnog poretka. 1988. god ostvaruje do tada najbolji plasman u prvenstvu i zavšava na 3. mjestu iza Senne i Prosta. Na stazi Monza Ferrari ostvaruje momčadsku pobjedu na čelu s Bergerom i Alboretom koji osvaja 2. mjesto. 1989. god ostvaruje zadnju pobjedu u Ferrariu na stazi Estoril u Portugalu.

### McLaren
1990.god prelazi u McLaren s momčadskim kolegom Ayertonom Sennom te osvajaju momčadskog pobjednika 1990-te i 1991.god. 1991.god. pobjeđuje na VN Japana i svojoj prvoj u McLarenu. 1992.god ostvaruje pobjede u Japanu i Kanadi.

### Ferrari, drugi put
Nakon provedenih sezona u Mclarenu vraća se u Ferrari te 1994.god osvaja 3 mjesto u poretku vozača uz pobjedu na VN njemačke i ostaje u njemu 2 god.

### Benetton, drugi put
Svoju zadnju pobjedu ostvaruje na VN njemačke 1997 u momčadi Benetton.

### Uspjesi
U proteklih 10 god. vozeći Formulu 1 uvijek je bio među sedam vozača u poretku. Uz to ima 17 drugih mjesta te 21 puta je bio na 3. i 26 puta na 4. mjestu. Ima 12 prvih startnih pozicija (pole position), 48 puta bio je na postolju. Odvozio je 210 grand prix utrka i osvojio 385 bodova u cijeloj karijeri. Zadnju utrku odvozio je na VN Europe kada se oprostio s 8. mjestom.

## Pobjede na Velikim nagradama Formule 1
| #   | Sezona | Velika nagrada            |
| --- | ------ | ------------------------- |
| 1.  | 1986.  | Velika nagrada Meksika    |
| 2.  | 1987.  | Velika nagrada Japana     |
| 3.  | 1987.  | Velika nagrada Australije |
| 4.  | 1988.  | Velika nagrada Italije    |
| 5.  | 1989.  | Velika nagrada Portugala  |
| 6.  | 1991.  | Velika nagrada Japana     |
| 7.  | 1992.  | Velika nagrada Kanade     |
| 8.  | 1992.  | Velika nagrada Australije |
| 9.  | 1994.  | Velika nagrada Njemačke   |
| 10. | 1997.  | Velika nagrada Njemačke   |